# 努瓦耶 (约讷省)
努瓦耶（法語：Noyers）是法国勃艮第-弗朗什-孔泰大区约讷省的一个市镇，位于该省东南部，属于阿瓦隆区。该市镇2009年时的人口为580人。
努瓦耶又被常称为"瑟兰河畔努瓦耶"（法語：Noyers sur Serein）。
努瓦耶是一個保存較好的中世紀古鎮，2014年被法國電視一台的最美村莊節目評為第七個最美的村莊。

## 人口
努瓦耶人口变化图示
| 数据来源：INSEE |